# 半透明勤務 薄井さん
『半透明勤務 薄井さん』（はんとうめいきんむ うすいさん）は、来瀬ナオによる日本の4コマ漫画作品。芳文社の月刊漫画雑誌『まんがタイムジャンボ』2011年2月号より2013年4月号まで連載。

## 概要
新社会人の麻生紅が入社した会社の先輩社員・薄井ましろは、既にこの世を去った幽霊OLだった。幽霊ならではの不思議な性質に戸惑いつつも、薄井に励まされ奮闘する麻生たちの日々を描く。

## 登場人物
麻生 紅（あそう くれない）
物語冒頭でとある会社に入社した、新社会人の女性。濃い茶髪のセミロングヘアーをバレッタでまとめている。
明るく快活で、仕事にも積極的な性格。薄井から先輩として励まされ奮闘する一方、彼女の言動もまた薄井を勇気づけている。
手先は不器用であり、お菓子を作るとまず人には見せられない形状になる。
祖母とは仲がよく、前述のバレッタも祖母から貰ったものである。
薄井 ましろ（うすい ましろ）
麻生の先輩社員。既に亡くなっているが、幽霊として会社に勤めている。地縛霊のような存在であるようで、会社から外に出ることはできない。
生前は病弱であり顔色にも生気がなかったが、その体から解放された現在では明るく元気に振舞い、職場のムードメーカーとなっている。
幽霊ではあるがほぼ全ての人が視認でき、現世の物に普通に干渉できるなど、ごく普通に暮らしている。一方で、写真に姿が写らなかったり、電話やメールと干渉して障害を引き起こすなど謎も多い。ものを食べたり服を着替えたりすることはできないが、「お供え」してもらうことで受け取ることは可能らしい。
佐々江 瑠璃、琥珀（ささえ るり、こはく）
麻生の先輩社員である双子の姉弟。お揃いの眼鏡とスーツを着ている。
2人とも普段は真面目に仕事をしているが、たまに悪戯好きの一面を覗かせることがある。
社長
麻生たちが勤める会社の社長。めったに人前に出て来ず、（生きている人物であるが）「幽霊社長」と呼ばれている。
珍しく薄井のことを視認できない人物であるが、社員たちに信頼を置いているため彼らの言う（幽霊としての）薄井の存在も信じており、彼女が来たと知ると積極的に会話しようとする。
見かけによらず仕事の腕前は確かであり、麻生が新商品をプレゼンしたときはすぐに売れないと見抜いた。
もずく
麻生らの会社で飼われているオスの猫。主に薄井が世話をしている。
とろろ
もずくと仲の良い幽霊猫。その姿は薄井ともずくにしか視認できない。

## 単行本
- 来瀬ナオ『半透明勤務 薄井さん』芳文社〈まんがタイムコミックス〉、既刊1巻[7]
  1. 2012年4月22日発行（2012年4月7日発売） ISBN 978-4-8322-5067-3